# Antonio Maria Abbatini
Antonio Maria Abbatini (Città di Castello, 1597-ibidem, 1679) fue un compositor, teórico musical y maestro de capilla italiano.

## Biografía
En su primera etapa fue aleccionado por su tío Lorenzo, y más tarde, por Giovanni Maria Nanino y por Giovanni Bernardino Nanino. A la edad de treinta años se trasladó a Roma, donde fue maestro de capilla en la Archibasílica de San Juan de Letrán entre 1626 y 1628, para en 1629 volver a la catedral de su ciudad natal, donde tuvo lugar su matrimonio con Dorotea Giustini el 30 de octubre de 1631. En 1633 se trasladó a Orvieto, donde dirigió la capilla musical de Duomo y escribió Accademia degli Assorditi. Al año siguiente volvió a Roma, para regresar más tarde a Città di Castello, donde retomó su trabajo en la catedral el 3 de enero de 1639.
Un año más tarde ya había marchado de nuevo hacia Roma, donde quedaría estacionado la mayor parte de su vida. En esta etapa de su vida ejerció, sin apenas interrupciones, de maestro de capilla en la Basílica de Santa María la Mayor hasta el 13 de junio de 1677, y recibió el título de "guardiano dei maestri" por la Academia Nacional de Santa Cecilia en 1663, 1666, y 1669. En esta avanzada etapa de su vida decide regresar a su ciudad natal hasta su muerte en 1679.

## Obra
Abbatini ha compuesto numerosas óperas líricas, óperas sacras, y música de coral, y está considerado como uno de los principales precursores del estilo alto barroco. A pesar de que también prestó atención a la polifonía sacra que predominaba en aquel período, se dedicó principalmente a la homofonía, la cual era considerada por Abbatini como más próxima a la ópera que estaba por resurgir y con un nivel mayor de dramatismo. Estas ideas hicieron mella en el compositor italiano, quien pensaba que la ópera naciente debería de incorporar más características teatrales dramáticas para involucrar en mayor medida a los espectadores. En sus obras se deja observar el concertado del final de acto y el recitativo seco.
Es autor de diversas óperas sacras, entre las que destacan 6 libretos de Canciones sacras, una Misa a 16 voces, y una Antífona para 12 bajos y otra para 12 tenores. Junto con Marco Marazzoli escribió varias obras, entre ellas cabe destacar Dal male il bene sobre el libreto de Giulio Rospigliosi, futuro papa Clemente IX, la cual es considerada como una de las primeras óperas cómicas italianas.

### Escritos
- Discorsi o Lezioni Accademiche, manuscrito conservado en el Conservatorio de Bolonia.

### Música sacra
- Missa sexdecim vocibus concinenda, Roma, 1627.
- Salmi a quattro, otto, dodici e sedici vocci, libri V, Roma, 1630-1635.
- Mottetti a due e cinque voci con Basso continuo, libri V, Roma, 1635-1638.
- Messe a quattro, otto, dodici e sedici voci, libri III, Roma, 1638-1650.
- Il sesto libro di Sacre Concioni a due, tre, quattro e cinque voci, op.10, Roma, 1653.

### Ópera teatral
- Dal Male il Bene, ópera cómica dispuesta en tres actos, compuesta junto con Marco Marazzoli, quien fue el autor del segundo acto. (Roma, Palacio Pallavicini-Rospigliosi, 1663)
- Il pianto di Rodomonte, cantata dramática (Orvieto, 1633).
- Ione, ópera en tres actos en el libreto de Antonio Draghi (Viena, 1666)
- La Comica del Cielo ovvero La Baltasara, comedia dispuesta en tres actos, libreto de Giulio Rospigliosi (Roma, 6 de enero de 1668).

- Datos: Q550788